# Józef Tomala
Józef Tomala (ur. 12 lutego 1959 w Ziębicach, zm. 24 grudnia 2018 w Głuchołazach) – polski polityk, strażak i rolnik, poseł na Sejm IV kadencji.

## Życiorys
W 1978 ukończył Zasadniczą Zawodową Szkołę Mechanizacji Rolnictwa. Prowadził 54-hektarowe gospodarstwo rolne (hodowla trzody chlewnej) w Lipnikach. W latach 1978–1993 pracował w PSP. Od 1998 do 2001 zasiadał w radzie gminy Kamiennik. Był członkiem zarządu wojewódzkiego ZZR „Samoobrona”.
W wyborach w 2001, otrzymawszy 5042 głosy, został wybrany do Sejmu z listy Samoobrony RP w okręgu opolskim. Zasiadał w Komisji Administracji i Spraw Wewnętrznych, Komisji Infrastruktury oraz pięciu podkomisjach. W lipcu 2003 opuścił Samoobronę RP, pozostając do końca kadencji posłem niezrzeszonym.
Nie ubiegał się o reelekcję w wyborach parlamentarnych w 2005. W 2006 wrócił do partii Andrzeja Leppera i bezskutecznie startował z jej listy w wyborach do rady powiatu nyskiego. W wyborach samorządowych w 2010 został ponownie wybrany na radnego gminy z listy lokalnego komitetu. W 2014 nie uzyskał reelekcji.

## Życie prywatne
Był żonaty, miał troje dzieci.